# Дарн (пулемёт)
Mitrailleuse Darne — французский авиационный пулемёт, разработанный компанией Darne в 1916 году. В межвоенный период и во время Второй мировой войны состоял на вооружении национальных ВВС, а также поставлялся на экспорт.

## История создания
В 1915 году оружейная компания Darne из Сент-Этьена, получила заказ от французского правительства на производство ручных пулемётов Льюис калибра .303 British, которых за последующие годы выпустила 3266 штук.
В следующем 1916 году фирма приступила к разработке нового образца пулемёта с ленточным питанием, рассчитанного на массовое производство, то есть конструктивно упрощённого и без характерной для оружия того периода избыточной отделки. Подобный подход позволил также значительно снизить себестоимость изделия при характеристиках не особо уступающим тогдашним аналогам.
Французская армия испытывала Darne mle 1918 калибра 8 мм Лебель в 1917—1918 годах, но до момента окончания Первой мировой войны компания не смогла добиться подписания контрактов на его поставки.
На протяжении последующих лет военному ведомству этот пулемёт предлагался как в качестве ручного и авиационного (для летнабов и бортстрелков), так и стреляющий через диск винта Mle 1919 с синхронизатором, пулемёты Mle 1922, Mle 1923 и некоторые другие образцы, однако из всего перечисленного на вооружение был принят лишь Mle 1922 (в калибре .303).
Мощности компании на тот момент позволяли (при совместной работе её «военного» и «охотничьего» отделов) добиться выпуска 1500 пулемётов в месяц. Производимое оружие поставлялось также и на экспорт, однако клиентов у компании было не особо много, а, соответственно, и объёмы выпуска оказались не столь велики, как задумывалось.
Первоначально оружие производилось непосредственно на заводах Darne, а затем, к концу тридцатых годов, в силу экономических причин, было перемещено в Испанию.
В начале тридцатых годов ВВС французской армии приняли на вооружение пулемёт Mle 1933 под патрон 7,5 × 54 мм MAS. Несколько позже авиацию вывели из структуры сухопутных войск, она стала отдельными родами войск — Военно-воздушными силами) и авиацией ВМС.
Между 1934 и 1936 пулемёт Mle 1933 устанавливался на многих типах самолётов, в частности, Dewoitine D.500. Уже выпущенное оружие при желании можно было бы переделать под новый 7,5-мм боеприпас, однако, с появлением MAC 1934, руководство ВВС Франции решило остановиться на нём в качестве основного образца.
Несмотря на наметившийся отход от пулемётов Дарн, по состоянию на 1936 год часть истребителей первой линии была всё ещё вооружены ими, а в морской авиации он применялся вплоть до конца Второй мировой войны.
Более того, в 1935 году пулемёт участвовал в конкурсе, проводившемся ВВС Великобритании для выбора нового образца оружия на замену «Льюису»; победителем стал американский 0.30 М2-AN, принятый на вооружение как «Browning 0.303 Mk.II».
Среди других номинантов конкурса были ещё один «американец» — Браунинг M1919, два изделия английской фирмы «Виккерс» — модели K и J, а также датский «Madsen» и венгерский «1926/31.M GKM» конструкции Франца Гебауэра.
Кроме этого, при всех достоинствах продукции MAC она была ощутимо дороже, и имевшиеся у фирмы проблемы с ленточным питанием удалось преодолеть не скоро.
Захваченные Вермахтом в ходе французская кампании пулемёты Дарн использовались (под названием MG 106(f)), в качестве зенитных, а также применялись как вспомогательное оружие береговой обороны, в частности на Нормандских островах.

## Устройство
Работа автоматики пулемёта основывалась на отводе пороховых газов из канала ствола, запирание — перекосом затвора в вертикальной плоскости. Охлаждение воздушное, скорость стрельбы (900—1200 выстрелов в минуту) регулировалась синхронизатором. Питание могло осуществляться как с правой, так и с левой сторон; для крыльевых и фюзеляжных пулемётов посредством металлической ленты из отдельных звеньев на 1500 патронов системы Придо (Prideaux), ранее использовавшейся с английскими патронами 7,7 мм; те, у бортстрелков дисковый магазин на 200 патронов.

## Особенности пехотной модификации
На пехотном варианте пулемёта устанавливались спусковой механизм, а также деревянные приклад и пистолетная рукоятка. Существовали также металлические скелетная металлическая рукоятка и складывающийся вперёд-вверх приклад. В качестве упора могли использоваться как сошки, так и лёгкий треножный станок.

## Эксплуатанты
- Франция: 6.000 штук:
- Бразилия 150 штук
- Чехословакия
- Литва

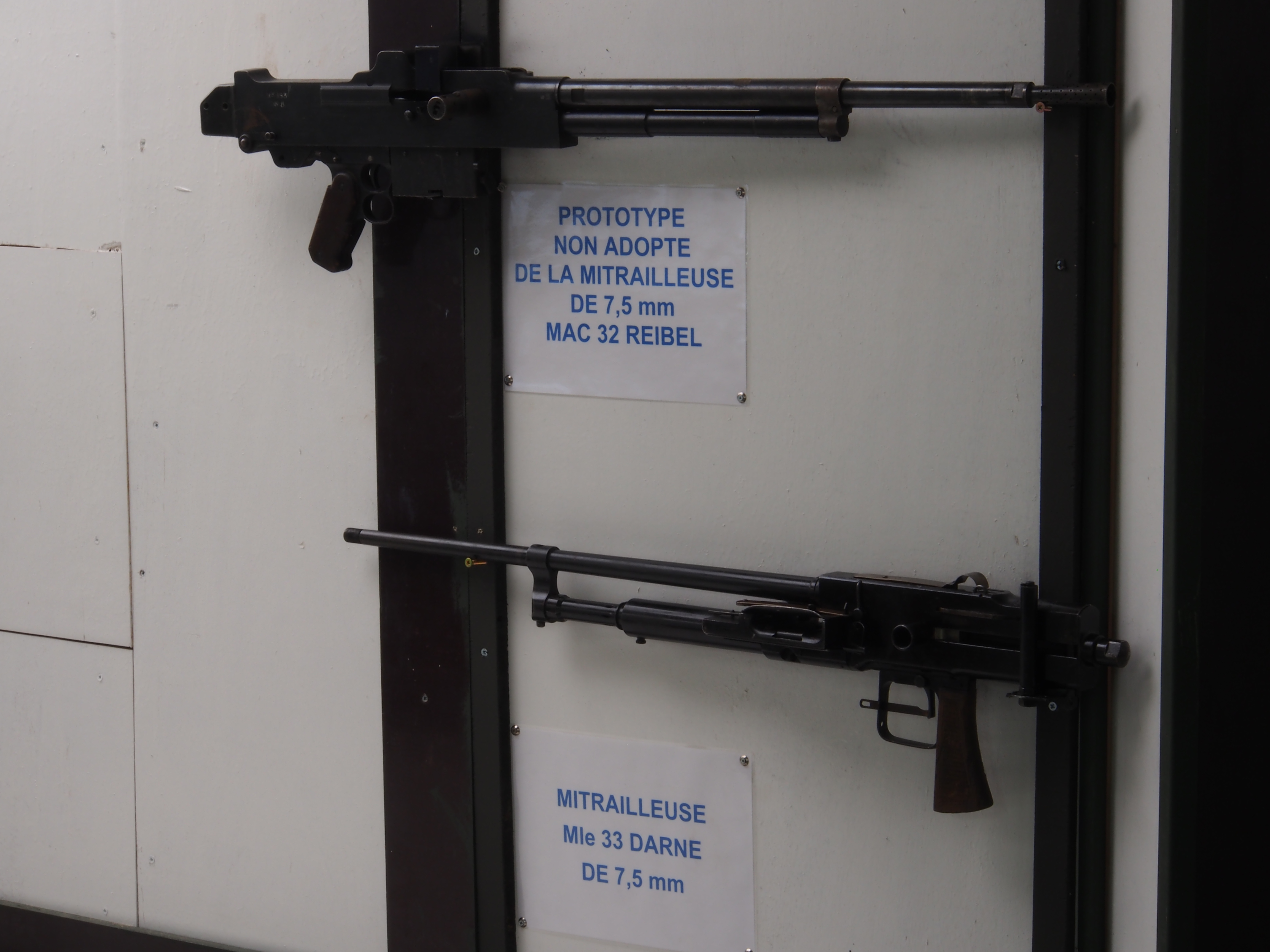
Прототип MAC 32 и пулемёт Darne Mle 33 в музее форта Фермон (линия Мажино).

- Королевство Югославия: 2.500 штук.
- Италия: 1.000 штук:
- Вторая Испанская Республика: 1.200 штук.
- Германия (трофейные MG 106(f))

### Применение
- Франция
- Bernard H 52
- Bernard H 110
- Bloch MB.200
- Breguet Br.521 Bizerte
- Dewoitine D.1
- Dewoitine D.27
- Dewoitine D.37
- Dewoitine D.500
- Dewoitine D.501
- Dewoitine D.510
- Latécoère 290
- Latécoère 298
- Latécoère 299
- Latécoère 523
- Latécoère 611
- Loire 130
- Loire 210
- Potez 25
- Potez 452
- Potez 540
- Loire-Nieuport LN.401
- V.156 (Vought Vindicator)
- Wibault 313[7]
- Италия
- Ansaldo AC.3
- Breda A.7
- Fiat B.R.3